# Agăș
Agăş é uma comuna romena localizada no distrito de Bacău, na região de Moldávia. A comuna possui uma área de 210.40 km² e sua população era de 6787 habitantes segundo o censo de 2007.

## Demografia
De acordo com o censo realizado em 2011 , Agas população da aldeia eleva-se a 5.884 pessoas, ante o censo anterior, em 2002 , quando havia registrado 6.668 habitantes.  A maioria dos habitantes são romena (91,3%), com uma minoria de húngaros (3,96%). Para 4,33% da população, a etnia não é conhecido.  Em termos de confessionário, a maioria dos residentes são ortodoxos (89,79%), com uma minoria de católicos romanos (5%). Para 4,33% da população não é confessional conhecida. 